# 流星前夜
『流星前夜』（りゅうせいぜんや）は、日本のバンドUNISON SQUARE GARDENのインディーズ2作目のミニアルバム。2008年1月16日にUKプロジェクトから発売。2019年7月3日にトイズファクトリーから再発。

## 楽曲について
流星前夜
ボーカル斎藤宏介の語りが中心で、歌詞カードに歌詞は掲載されていない。「 2度と歌いたくない（笑）」と斎藤宏介が過去に話していた。
フルカラープログラム
10周年記念アルバム『DUGOUT ACCIDENT』で再レコーディングして収録。
現在でもライブで頻繁に演奏される。
水と雨について
2008年1月9日から15日の期間、iTunes Storeで今週のシングルとして先行無料配信された。
MVが制作されており、「YouTube UK PROJECT official」チャンネルにて公開されている。MV監督は多田卓也。
MR.アンディ
メジャーデビュー1stアルバム『UNISON SQUARE GARDEN』にアレンジバージョンが収録。
ライブではこちらのバージョンで演奏されることが多い。

収録曲の内、「フルカラープログラム」と「MR.アンディ」はKONAMIの音楽ゲーム「jubeat」に収録されていた時期があった。

## 収録曲
| 全作詞・作曲: 田淵智也、全編曲: UNISON SQUARE GARDEN。 |                                 |          |            |      |
| #                                                      | タイトル                        | 作詞     | 作曲・編曲 | 時間 |
| 1.                                                     | 「流星前夜」                    | 田淵智也 | 田淵智也   | 1:38 |
| 2.                                                     | 「フルカラープログラム」        | 田淵智也 | 田淵智也   | 4:23 |
| 3.                                                     | 「水と雨について」              | 田淵智也 | 田淵智也   | 4:44 |
| 4.                                                     | 「2月、白昼の流れ星と飛行機雲」 | 田淵智也 | 田淵智也   | 4:15 |
| 5.                                                     | 「MR.アンディ」                 | 田淵智也 | 田淵智也   | 5:25 |
| 6.                                                     | 「流星行路」                    | 田淵智也 | 田淵智也   | 4:48 |
| 合計時間:                                              | 合計時間:                       | 25:14    |            |      |